# Néo-assurance
Une néo-assurance, sur le modèle des néo-banques, est une société d'assurance dont les services sont accessibles entièrement en ligne.
Ces entreprises sont avant tout des entreprises technologiques qui proposent de numériser le parcours du client dans le domaine de l'assurance comme ce fut le cas dans d'autres domaines économiques (banques, vidéo, transport...).
Ce terme apparut à partir de 2017, à la suite de la vague de création de startups dans le domaine de l'assurance, à ne pas confondre avec Insurtech qui est une entreprise purement technologique qui ne commercialise pas en son nom propre des produits d'assurance.

## Principe
Ce terme est aujourd'hui utilisé par deux types d'entreprises qui ont un point commun, celui de commercialiser et gérer des produits d'assurance auprès du grand public à travers des canaux numériques :
- Des sociétés d'assurance ou filiales de sociétés d'assurance possédant une licence d'assureur (Luko, Lemonade...)
- Des courtiers en assurance, s'appuyant sur des porteurs de risques assureurs (Leocare, Wilov ...)

### Avantages
Les néo-assurances proposent un parcours client en ligne avec ce que proposent les autres services numériques, fluidité, rapidité et simplicité. Ces services sont aussi disponibles 24/24 et sont en général moins chers, car une grande partie des tâches administratives est réalisée par la technologie, le fait de ne pas avoir de locaux donne aussi un avantage compétitif.

### Inconvénients
L'inconvénient principal des néo-assurances réside dans le fait qu'ils n'aient pas d'agences et cela peut être non rassurant pour une partie des clients qui souhaitent avoir la possibilité de se déplacer physiquement et de pouvoir communiquer avec leur assurance, par ailleurs une certaine agilité dans l'utilisation des outils numériques est requise pour profiter pleinement de ces services. Cela donc exclu une partie des assurés de ce type de produits.